# Condado de Stone (Arkansas)
El condado de Stone (en inglés: Stone County), fundado en 1873, es un condado del estado estadounidense de Arkansas. En el año 2000 tenía una población de 11 499 habitantes con una densidad poblacional de 7.32 personas por km². La sede del condado es Mountain View.

## Geografía
Según la Oficina del Censo, el condado tiene un área total de 1577 km² (608,9 mi²), de la cual 1572 km² (606,9 mi²) es tierra y 8 km² (3,1 mi²) es agua.

### Condados adyacentes
- Condado de Baxter (noroeste)
- Condado de Izard  (noreste)
- Condado de Independence (este)
- Condado de Cleburne (sur)
- Condado de Van Buren (suroeste)
- Condado de Searcy (oeste)

### Ciudades y pueblos
- Fifty-Six
- Mountain View
- Newnata
- Timbo

## Mayores autopistas
- Carretera 5
- Carretera 9
- Carretera 14
- Carretera 58
- Carretera 66
- Carretera 87
- Carretera 263